# Anthomyia aurifacies
Anthomyia aurifacies este o specie de muște din genul Anthomyia, familia Anthomyiidae. A fost descrisă pentru prima dată de Albququerque în anul 1952. Conform Catalogue of Life specia Anthomyia aurifacies nu are subspecii cunoscute.